# Gottfried Andreas Sartori

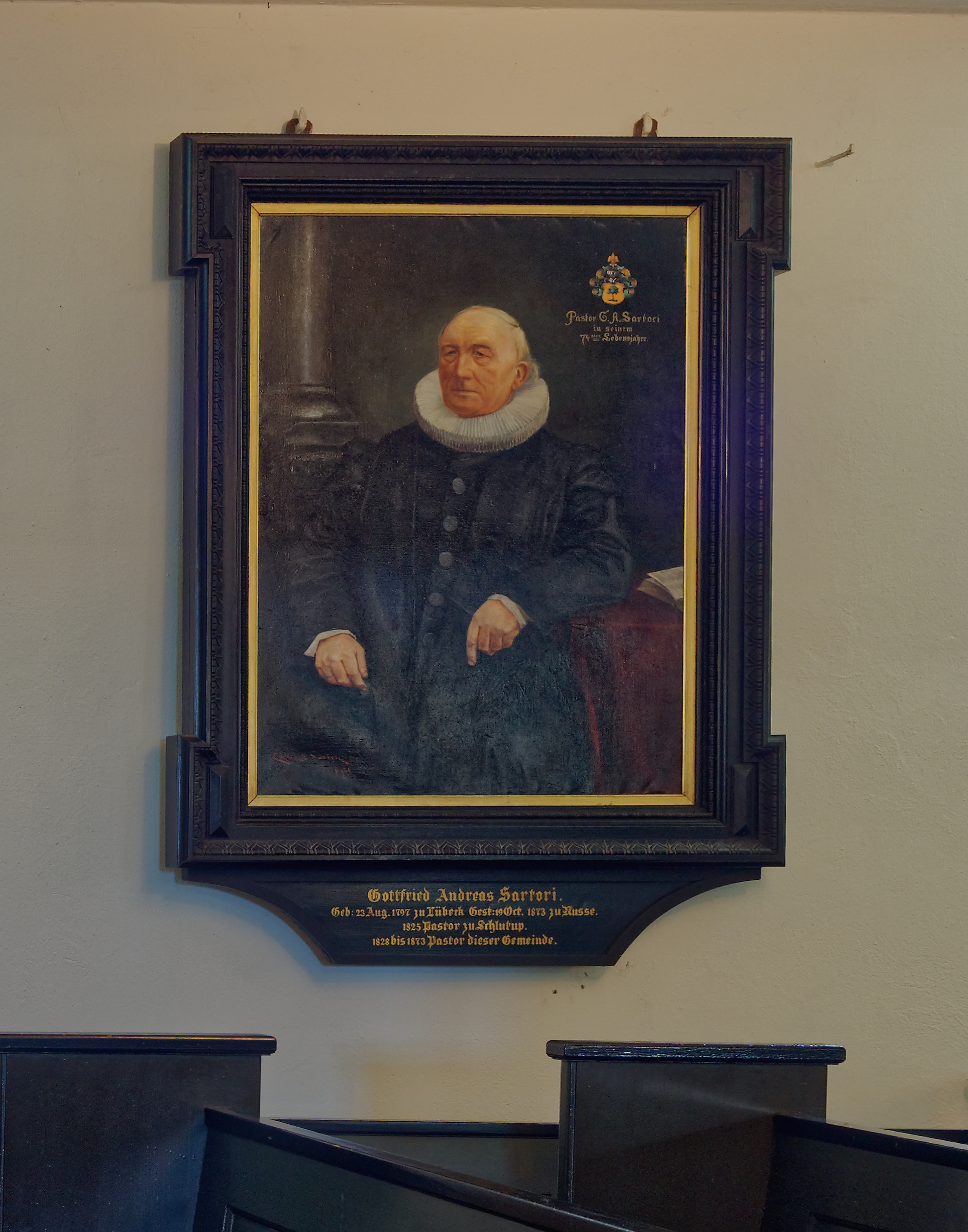
Porträt Sartoris in der Kirche Nusse

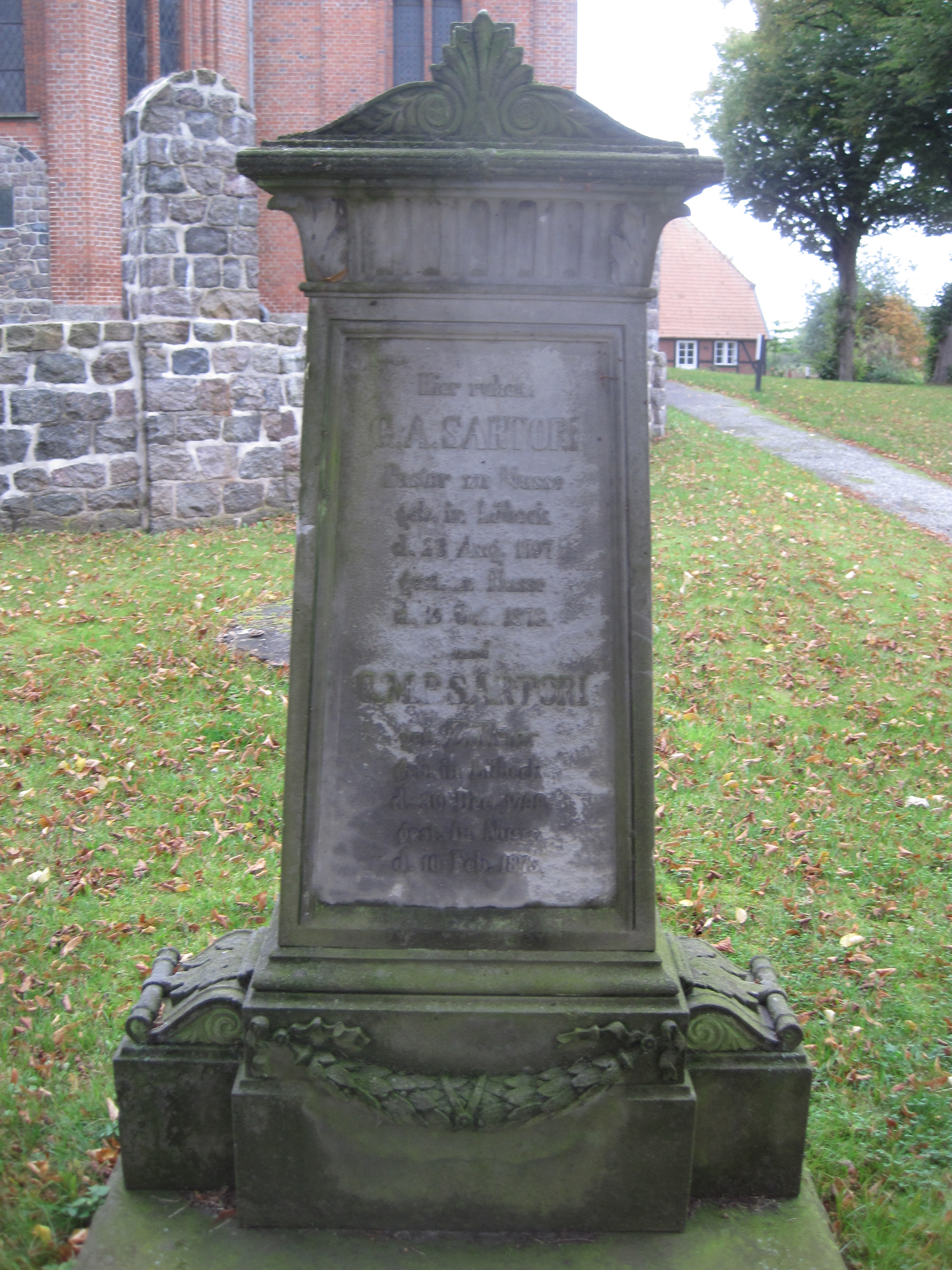
Grabstein Gottfried Andreas Sartoris und seiner Frau in Nusse

Gottfried Andreas Sartori (* 23. August 1797 in Lübeck; † 19. Oktober 1873 in Nusse) war ein deutscher evangelisch-lutherischer Geistlicher. An ihn erinnert ein denkmalgeschützter Grabstein auf dem Kirchhof in Nusse.

## Leben
Gottfried Andreas Sartori war ein Sohn des aus Breslau nach Lübeck gekommenen Musiklehrers und Bleichers Franz Sartori († 1811) und seiner Frau Christina Maria, geb. Rohde (1764–1826). Sein Bruder Franz Wilhelm Martin (1800–1869) wurde Lichtgießer in Lübeck und war der Vater des Reeders August Sartori. Er besuchte, unterbrochen von einer Zeit als Kriegsfreiwilliger bei der Hanseatischen Legion, bis Michaelis 1816 das Katharineum zu Lübeck  und studierte Evangelische Theologie.  Am 26. Oktober 1825 wurde er zum Pastor der St. Andreas-Kirche in Lübeck-Schlutup erwählt. Nach zweieinhalb Jahren wechselte er am 27. Februar 1828 auf die Pfarrstelle der damaligen Lübeckischen Exklave Nusse, wo er bis an sein Lebensende blieb. Sein Nachfolger in Schlutup wurde Marcus Jochim Carl Klug.
Während seines Pastorates in Nusse stürzte ein Teil der schon 1821 beim Brand des Dorfes schwer beschädigten Kirche 1836 ein, woraufhin die Kirche gesprengt und bis 1839 neu erbaut wurde. 1838 hielt er in der Lübecker Marienkirche die Festpredigt zum 25. Jahrestag des Aufrufs zu den Waffen 1813.
Er war seit dem 2. März 1826 verheiratet mit Charlotte Philippine, geb. Zöllner (1799–1873). Zu den Kindern des Paares zählen August Sartori und Theodor Sartori.
In der Kirche von Nusse befindet sich sein 1898 von E. Sartori gemaltes Porträt.

## Auszeichnungen
- Kriegsdenkmünze der Hanseatischen Legion